# Stenellipsis tricoloripennis
Stenellipsis tricoloripennis är en skalbaggsart som beskrevs av Stefan von Breuning 1975. Stenellipsis tricoloripennis ingår i släktet Stenellipsis och familjen långhorningar. Inga underarter finns listade i Catalogue of Life.